# Distrito electoral de Colfax
Colfax (en inglés: Colfax Precinct) es un distrito electoral ubicado en el condado de Colfax en el estado estadounidense de Nebraska. En el Censo de 2010 tenía una población de 129 habitantes y una densidad poblacional de 1,67 personas por km².

## Geografía
Colfax se encuentra ubicado en las coordenadas 41°32′7″N 96°57′25″O / 41.53528, -96.95694. Según la Oficina del Censo de los Estados Unidos, Colfax tiene una superficie total de 77.22 km², de la cual 77.11 km² corresponden a tierra firme y (0.13%) 0.1 km² es agua.

## Demografía
Según el censo de 2010, había 129 personas residiendo en Colfax. La densidad de población era de 1,67 hab./km². De los 129 habitantes, Colfax estaba compuesto por el 94.57% blancos, el 0.78% eran asiáticos, el 3.88% eran de otras razas y el 0.78% pertenecían a dos o más razas. Del total de la población el 10.08% eran hispanos o latinos de cualquier raza.